# Emili Sacanella i Vidal
Emili Sacanella i Vidal (Tortosa (Baix Ebre), 10 de desembre, 1860 - Sitges (Garraf), 25 de maig, 1931), fou un metge català (cirurgià i uròleg).
Va cursar el batxillerat a la seva ciutat natal i la carrera de medicina a Barcelona, llicenciant-se el 1883. L'any següent va obtenir la plaça de metge-director dels banys de Cardó i el 1885 va prestar assenyalats serveis durant l'epidèmia colèrica de Barcelona com a metge del districte de l'Audiència. Es dedicà amb assiduïtat a l'estudi de l'anatomia, obtenint per oposició el càrrec de preparador dels Museus Anatòmics de la Facultat de Medicina de Barcelona. Fou nomenat professor auxiliar de la càtedra d'anatomia i dissecció, donant, des de 1902 fins a 1905, diversos cursos sobre anatomia del sistema nerviós i publicant durant aquests el seu Atles radiogràfic dels arcs arterials de la mà (Barcelona, 1902).
Va donar després molt interessants sèries de conferències sobre anatomia aplicada a la medicina i cirurgia. Des d'aquella època es dedico a l'especialitat d'urologia, concedint-se el 1909 el Claustre de la Facultat de Medicina de Barcelona una clínica a l'Hospital de la mateixa capital. El 1911, el mateix Claustre, juntament amb el rector de la Universitat, sol·licità de la superioritat la creació d'una càtedra d'urologia amb caràcter voluntari per als estudiants a la Facultat de Medicina, que, per Reial ordre, fou conferida a Sacanell i Vidal. Han sortit distingits metges especialistes, que han honrat i han donat fama a la urologia espanyola contemporània fins als nostres díes. Des del 1910 va ser director i propietari del Sanatori Quirùrgic de Sarrià (Barcelona), on va practicar milers d'intervencions quirúrgics de l'aparat urinari, de les quals més de 1.000 van ser prostatectomies transvesicals. Els resultats i les observacions clíniques de les mateixes els va portar consignats en els seus més de 28 opuscles amb el títol de Los éxitos de la prostatectomía transvesical publicats, amb interessants il·lustracions, a Barcelona des del 1911 fins al 1925.
En 1921 ingressà en la Reial Acadèmia de Medicina de Barcelona. Va publicar: 
- Memorándum de anatomía general (Barcelona, 1901);
- Etrechesz uretral infranqueable por rotura traumática de la uretra (Barcelona, 1906);
- Un caso de prostalitis y periprostalitis supurada curada por intervención quirúrgica (Barcelona, 1909);
- Cálculos de la vejiga en la infancia (Barcelona, 1910);
- Irritabilidad vesical curada por la circuncisión (Barcelona, 1911);
- Diagnóstico y tratamiento de cálculos vesicales (Barcelona, 1911);
- De la tuberculosis renovesical (Barcelona, 1912);
- Algunas consideraciones acerca de la anatomía normal y patológica de la próstat (Barcelona, 1913)
- Importancia de los preliminares terapéuticos en la operación de Freyer (Barcelona, 1913);
- Algunas modalidades de la retención vesical de la orina (Barcelona, 1915);
- El cistoscopio y el separador endovesical (Valencia, 1915);
- Sarcoma renal; nefrectomia sin recidiva (Barcelona, 1917),
- Factores que intervienen en el pronóstico de la prostatectomia (Barcelona, 1919);
- Observaciones acerca de los tumores en el riñón (Barcelona, 1921);
- Próstatas grandes y próstatas pequeñas (Barcelona, 1921);
- Participación de los modernos cirujanos en la evolución de la anatomía (Barcelona, 1921);
- De la nefrolitiasis (cálculos de riñón) (Barcelona, 1922);
- Tablas sinópticas de urología (Barcelona, 1922);
- Cálculos de la vejiga de volumen excepcional (Barcelona, 1923);
- La hipertrofia de la próstat tratada por los rayos X (Barcelona, 1924).